# 善良の湖
善良の湖(Lacus Bonitatis)は、大きなクレーターであるマクロビウスの北西にある小さな月の海である。善良の湖のさらに北には、タウルス山がある。
この湖は玄武岩の溶岩でできており、周囲はでこぼこである。直径は92kmで、南西から北東方向が最も長い。この湖の月面座標は、北緯23.2°、東経43.7°である。